# Solčany

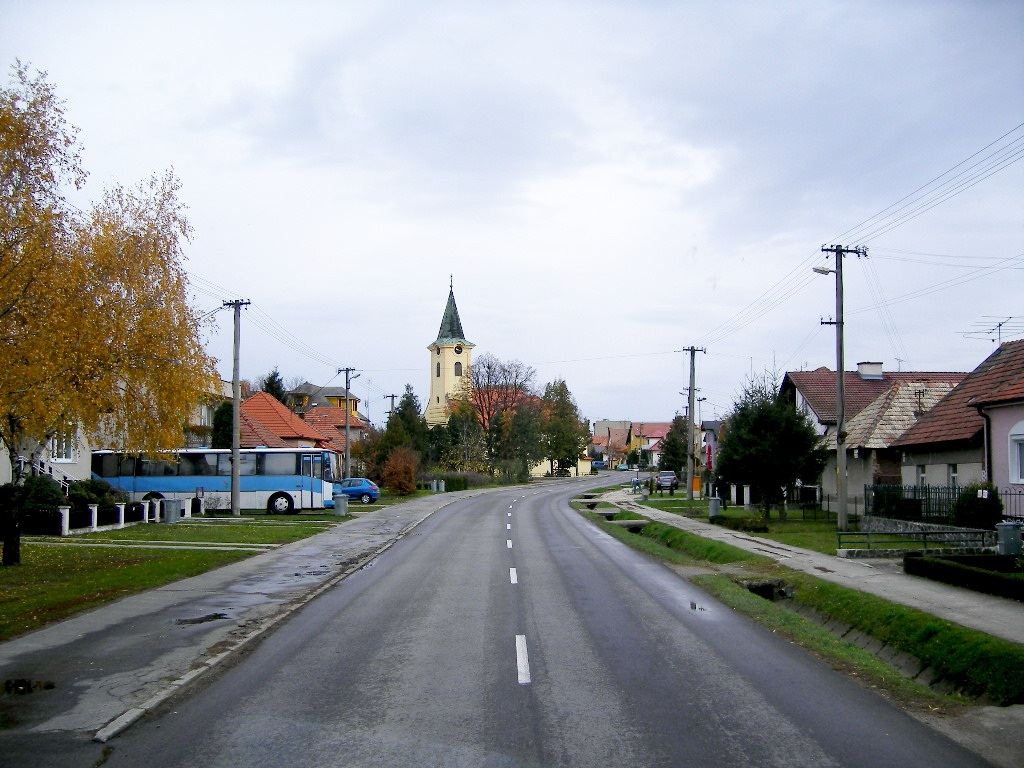
Solčany

Solčany (Hongaars:Szolcsány) is een Slowaakse gemeente in de regio Nitra. De gemeente maakt deel uit van het district Topoľčany.
Solčany telt 2.554 inwoners.